# Campeonato Mundial de Ginástica Acrobática de 1982
O 5º Campeonato Mundial de Ginástica Acrobática foi organizado pela Federação Internacional de Ginástica nos dias 9 a 11 de setembro de 1982, em Londres, no Reino Unido. Foram disputados 21 eventos nas categorias feminino, masculino e misto.

## Resultados

### Saltos acrobáticos masculinos
Os resultados finais foram os seguintes.
Geral
| Posição           | Ginasta            | Nacionalidade   | Pontos |
| ----------------- | ------------------ | --------------- | ------ |
| Medalha de ouro   | Alexandre Rassolin | União Soviética | 29.39  |
| Medalha de prata  | Igor Brikman       | União Soviética | 29.36  |
| Medalha de bronze | Andrzej Garstka    | Polónia         | 28.82  |

Primeiro exercício
| Posição           | Ginasta            | Nacionalidade   | Pontos |
| ----------------- | ------------------ | --------------- | ------ |
| Medalha de ouro   | Alexandre Rassolin | União Soviética | 19.53  |
| Medalha de prata  | Steve Elliott      | Estados Unidos  | 19.30  |
| Medalha de bronze | Eric Madeira       | Reino Unido     | 19.19  |

Segundo exercício
| Posição           | Ginasta         | Nacionalidade   | Pontos |
| ----------------- | --------------- | --------------- | ------ |
| Medalha de ouro   | Igor Brikman    | União Soviética | 19.76  |
| Medalha de prata  | Andrzej Garstka | Polónia         | 19.43  |
| Medalha de bronze | Steve Elliott   | Estados Unidos  | 19.33  |
| Medalha de bronze | Plamen Evtimov  | Estados Unidos  | 19.33  |

### Pares masculinos
Os resultados finais foram os seguintes. 
Geral
| Posição           | Equipe                                 | Nacionalidade   | Pontos |
| ----------------- | -------------------------------------- | --------------- | ------ |
| Medalha de ouro   | Sergei Petrov, Yuri Tishler            | União Soviética | 29.38  |
| Medalha de prata  | Hu Bingcheng, Xu Hong                  | China           | 29.19  |
| Medalha de bronze | Slawomir Kielbasinski, Krysztof Zwicek | Polónia         | 29.06  |

Primeiro exercício
| Posição           | Equipe                              | Nacionalidade   | Pontos |
| ----------------- | ----------------------------------- | --------------- | ------ |
| Medalha de ouro   | Sergei Petrov, Yuri Tishler         | União Soviética | 19.66  |
| Medalha de prata  | Hu Bingcheng, Xu Hong               | China           | 19.53  |
| Medalha de bronze | Jordan Anachkov, Tsvetan Boyadzhiev | Bulgária        | 19.49  |

Segundo exercício
| Posição           | Equipe                                 | Nacionalidade   | Pontos |
| ----------------- | -------------------------------------- | --------------- | ------ |
| Medalha de ouro   | Slawomir Kielbasinski, Krysztof Zwicek | Polónia         | 19.42  |
| Medalha de ouro   | Sergei Petrov, Yuri Tishler            | União Soviética | 19.42  |
| Medalha de prata  | Jordan Anachkov, Tsvetan Boyadzhiev    | Bulgária        | 19.19  |
| Medalha de bronze | Mike Cooper, Glenn Morgan              | Reino Unido     | 18.79  |

### Grupo masculino
Os resultados finais foram os seguintes. 
Geral
| Posição           | Equipe                                                               | Nacionalidade   | Pontos |
| ----------------- | -------------------------------------------------------------------- | --------------- | ------ |
| Medalha de ouro   | Viktor Kuralesov, Viktor Bystrov, Vladimir Simonov, Kapiz Izmailov   | União Soviética | 29.19  |
| Medalha de prata  | Liang Jiankun, Lin Yuanxiang, Chen Tier, He Jidong                   | China           | 29.06  |
| Medalha de bronze | Leszek Antonowicz, Bohdan Zajoc, Wojciech Cwitik, Andrzej Jaworowski | Polónia         | 29.05  |

Primeiro exercício
| Posição          | Equipe                                                               | Nacionalidade   | Pontos |
| ---------------- | -------------------------------------------------------------------- | --------------- | ------ |
| Medalha de ouro  | Viktor Kuralesov, Viktor Bystrov, Vladimir Simonov, Kapiz Izmailov   | União Soviética | 19.53  |
| Medalha de ouro  | Liang Jiankun, Lin Yuanxiang, Chen Tier, He Jidong                   | China           | 19.53  |
| Medalha de prata | Leszek Antonowicz, Bohdan Zajoc, Wojciech Cwitik, Andrzej Jaworowski | Polónia         | 19.32  |
| Medalha de prata | Alexey Spasov, Dian Georgiev, Stanislav Kirov, Valentin Petakov      | Bulgária        | 19.16  |

### Saltos acrobáticos femininos
Os resultados finais foram os seguintes.
Geral
| Posição           | Ginasta         | Nacionalidade   | Pontos |
| ----------------- | --------------- | --------------- | ------ |
| Medalha de ouro   | Mela Mustafova  | Bulgária        | 29.29  |
| Medalha de prata  | Ludmila Gromova | União Soviética | 29.09  |
| Medalha de bronze | Elena Filipova  | Bulgária        | 28.76  |

Primeiro exercício
| Posição           | Ginasta         | Nacionalidade   | Pontos |
| ----------------- | --------------- | --------------- | ------ |
| Medalha de ouro   | Ludmila Gromova | União Soviética | 19.42  |
| Medalha de prata  | Mela Mustafova  | Bulgária        | 19.40  |
| Medalha de bronze | Cao Zhongying   | China           | 19.30  |

Segundo exercício
| Posição           | Ginasta          | Nacionalidade   | Pontos |
| ----------------- | ---------------- | --------------- | ------ |
| Medalha de ouro   | Ludmila Gromova  | União Soviética | 19.53  |
| Medalha de ouro   | Mela Mustafova   | Bulgária        | 19.53  |
| Medalha de prata  | Ma Suping        | China           | 19.29  |
| Medalha de bronze | Dorota Poplawska | Polónia         | 19.09  |

### Pares femininos
Os resultados finais foram os seguintes.
Geral
| Posição           | Equipe                                    | Nacionalidade   | Pontos |
| ----------------- | ----------------------------------------- | --------------- | ------ |
| Medalha de ouro   | Snezhanna Andonova, Antoaneta Milovanova  | Bulgária        | 29.40  |
| Medalha de ouro   | Svetlana Mkrtchyan, Lyudmila Glazunova    | União Soviética | 29.40  |
| Medalha de prata  | Yin Wu, Zheng Jianhua                     | China           | 29.13  |
| Medalha de bronze | Danyuta Chwalobogovska, Malgorzata Glucek | Polónia         | 29.06  |

Primeiro exercício
| Posição          | Equipe                                   | Nacionalidade   | Pontos |
| ---------------- | ---------------------------------------- | --------------- | ------ |
| Medalha de ouro  | Snezhanna Andonova, Antoaneta Milovanova | Bulgária        | 19.63  |
| Medalha de prata | Svetlana Mkrtchyan, Lyudmila Glazunova   | União Soviética | 19.60  |
| Medalha de prata | Yin Wu, Zheng Jianhua                    | China           | 19.46  |

Segundo exercício
| Posição           | Equipe                                    | Nacionalidade   | Pontos |
| ----------------- | ----------------------------------------- | --------------- | ------ |
| Medalha de ouro   | Snezhanna Andonova, Antoaneta Milovanova  | Bulgária        | 19.63  |
| Medalha de ouro   | Svetlana Mkrtchyan, Lyudmila Glazunova    | União Soviética | 19.63  |
| Medalha de prata  | Danyuta Chwalobogovska, Malgorzata Glucek | Polónia         | 19.43  |
| Medalha de bronze | Yin Wu, Zheng Jianhua                     | China           | 19.36  |

### Grupo feminino
Os resultados finais foram os seguintes.
Geral
| Posição           | Equipe                                                 | Nacionalidade   | Pontos |
| ----------------- | ------------------------------------------------------ | --------------- | ------ |
| Medalha de ouro   | levtina Nikiforova, Lyubov Klyukina, Galina Zamytskova | União Soviética | 29.46  |
| Medalha de prata  | H. Guilan, M. Xhuying, Y. Huiping                      | China           | 29.00  |
| Medalha de bronze | Irena Duneva, Nina Dudeva, Yana Mikhailova             | Bulgária        | 28.56  |

Primeiro exercício
| Posição           | Equipe                                                 | Nacionalidade   | Pontos |
| ----------------- | ------------------------------------------------------ | --------------- | ------ |
| Medalha de ouro   | levtina Nikiforova, Lyubov Klyukina, Galina Zamytskova | União Soviética | 19.56  |
| Medalha de prata  | Irena Duneva, Nina Dudeva, Yana Mikhailova             | Bulgária        | 19.42  |
| Medalha de bronze | H. Guilan, M. Xhuying, Y. Huiping                      | China           | 19.30  |

Segundo exercício
| Posição           | Equipe                                                 | Nacionalidade   | Pontos |
| ----------------- | ------------------------------------------------------ | --------------- | ------ |
| Medalha de ouro   | levtina Nikiforova, Lyubov Klyukina, Galina Zamytskova | União Soviética | 19.66  |
| Medalha de prata  | Irena Duneva, Nina Dudeva, Yana Mikhailova             | Bulgária        | 19.43  |
| Medalha de bronze | H. Guilan, M. Xhuying, Y. Huiping                      | China           | 19.40  |

### Pares mistos
Os resultados finais foram os seguintes.
Geral
| Posição           | Equipe                                 | Nacionalidade      | Pontos |
| ----------------- | -------------------------------------- | ------------------ | ------ |
| Medalha de ouro   | Vadim Pismenny, Ilona Yarans           | União Soviética    | 29.40  |
| Medalha de ouro   | Boyana Angelova, Dimitar Minhev        | Bulgária           | 29.40  |
| Medalha de prata  | Katarzyna Kornobish, Andrzej Ruskowski | Polónia            | 28.89  |
| Medalha de bronze | Karin Schlinff, Peter Landgraf         | Alemanha Ocidental | 28.39  |

Primeiro exercício
| Posição           | Equipe                                 | Nacionalidade   | Pontos |
| ----------------- | -------------------------------------- | --------------- | ------ |
| Medalha de ouro   | Vadim Pismenny, Ilona Yarans           | União Soviética | 19.70  |
| Medalha de prata  | Boyana Angelova, Dimitar Minhev        | Bulgária        | 19.66  |
| Medalha de bronze | Katarzyna Kornobish, Andrzej Ruskowski | Polónia         | 19.33  |

Segundo exercício
| Posição           | Equipe                                 | Nacionalidade   | Pontos |
| ----------------- | -------------------------------------- | --------------- | ------ |
| Medalha de ouro   | Vadim Pismenny, Ilona Yarans           | União Soviética | 19.66  |
| Medalha de prata  | Boyana Angelova, Dimitar Minhev        | Bulgária        | 19.60  |
| Medalha de bronze | Katarzyna Kornobish, Andrzej Ruskowski | Polónia         | 19.26  |